# Polyalthia elongata
Polyalthia elongata este o specie de plante din genul Polyalthia, familia Annonaceae, descrisă de Elmer Drew Merrill. Conform Catalogue of Life specia Polyalthia elongata nu are subspecii cunoscute.